# One Step at a Time
„One Step at a Time” este un cântec al interpretei americane Jordin Sparks. Piesa a fost compusă de Jonas Jeberg & Cutfather și Robbie Nevil, fiind inclusă pe primul material de studio al artistei, Jordin Sparks. „One Step at a Time” a ocupat locul 1 în Bulgaria, locul 2 în Noua Zeelandă și a obținut clasări de top 20 într-o serie de țări.

## Clasamente
| Clasament                 | Poziția maximă | Referință |
| ------------------------- | -------------- | --------- |
| Australian Singles Chart  | 12             | [ 2 ]     |
| Bulgaria Singles Chart    | 1              | [ 2 ]     |
| Canadian Hot 100          | 11             | [ 2 ]     |
| Euro 200                  | 43             | [ 3 ]     |
| German Singles Chart      | 55             | [ 2 ]     |
| Irish Singles Chart       | 42             | [ 2 ]     |
| New Zealand Singles Chart | 2              | [ 2 ]     |
| Portuguese Singles Chart  | 38             | [ 2 ]     |
| Swedish Singles Chart     | 53             | [ 2 ]     |
| UK Singles Chart          | 16             | [ 2 ]     |
| U.S. Billboard Hot 100    | 17             | [ 2 ]     |
| United World Chart        | 25             | [ 2 ]     |